# 卡希亞斯公爵城

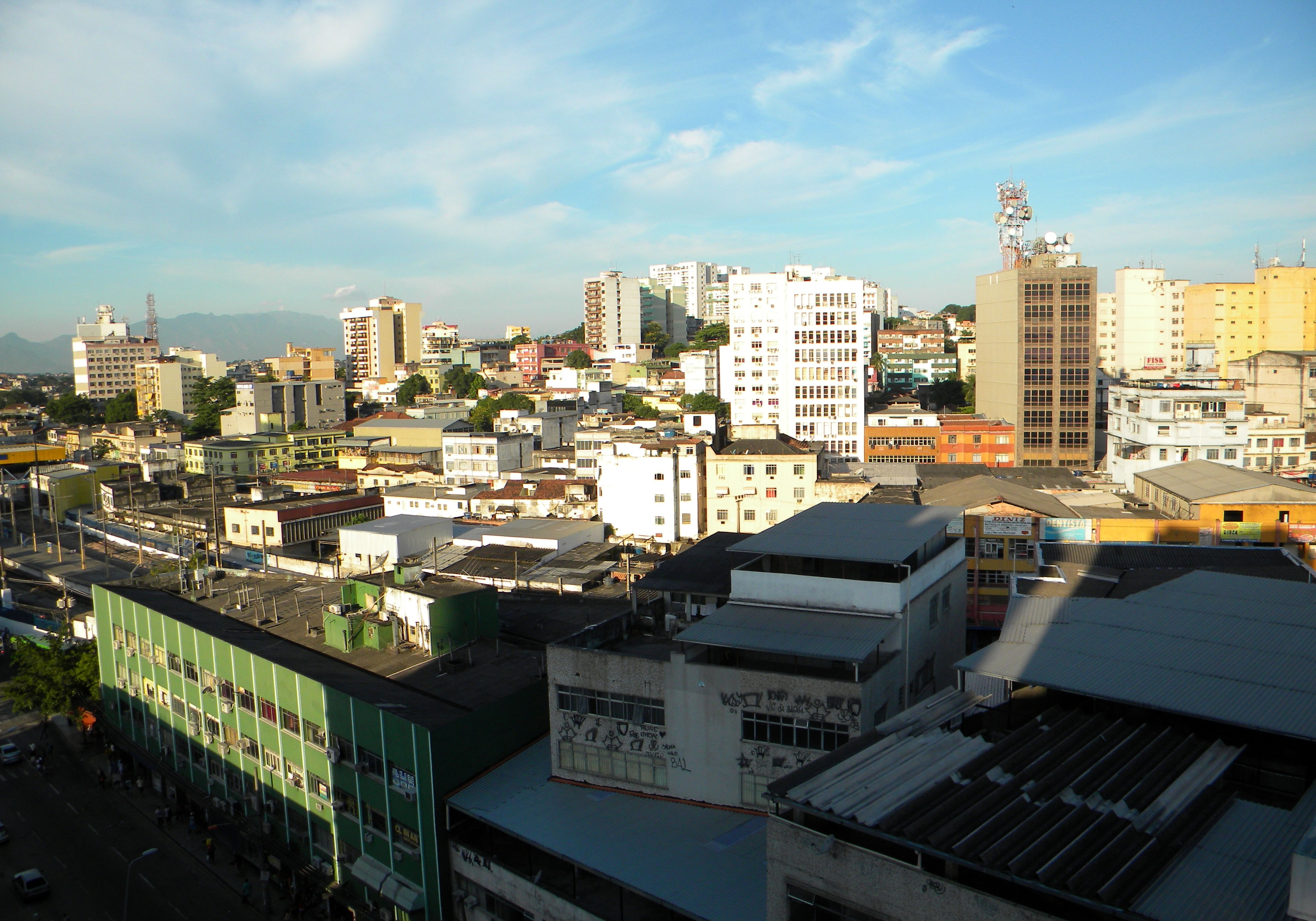
卡希亞斯公爵城

22°47′09″S 43°18′43″W / 22.78583°S 43.31194°W
卡希亞斯公爵城（葡萄牙語：Duque de Caxias）是巴西的城市，位於該國東南部，由里約熱內盧州負責管轄，始建於1943年12月31日，面積464.57平方公里，海拔高度7米，受熱帶氣候影響，2008年人口864,392。

## 外部連結
- Town Hall（页面存档备份，存于）
- News of the City